# Joseph Vũ Văn Thiên
Joseph Vũ Văn Thiên (ur. 26 października 1960 w Kẻ Sặt) – wietnamski duchowny rzymskokatolicki, w latach 2003-2018 biskup Hải Phòng, od 2018 arcybiskup Hanoi.

## Życiorys
Święcenia kapłańskie przyjął 24 stycznia 1988 i został inkardynowany do diecezji Hải Phòng. Przez kilka lat pełnił funkcję proboszcza w parafiach diecezji, zaś w 1996 wyjechał do Paryża na studia licencjackie z teologii. W 2000 uzyskał tytuł i powrócił do Wietnamu, obejmując funkcję wykładowcy w seminarium w Hanoi.
26 listopada 2002 papież Jan Paweł II mianował go biskupem Hải Phòng. Sakry biskupiej udzielił mu 2 stycznia 2003 kard. Paul Joseph Phạm Đình Tụng.
17 listopada 2018 został prekonizowany arcybiskupem Hanoi, zaś 18 grudnia tegoż roku kanonicznie objął urząd.